# Хольцкирх
Хольцкирх (нем. Holzkirch) — община в Германии, в земле Баден-Вюртемберг. 
Подчиняется административному округу Тюбинген. Входит в состав района Альб-Дунай.  Население составляет 269 человек (на 31 декабря 2010 года). Занимает площадь 8,14 км².